# Bringen-Wagaydy jezici
Bringen-Wagaydy jezici, skupina od 12 australskih jezika koji čine granu porodice daly. Govore se na području Sjevernog teritorija u Australiji. Osnovna im je podjela na dvije podskupine po kojima je ova skupina dobila ime, to su: a) bringenski sa sedam i Wagaydy jezici, pet.
Jezičnu porodicu daly čine zajedno sa skupinama malagmalag (4) jezika, murrinh-patha (2) jezika, i marriammu s jezikom marriammu [xru]

## Vanjske poveznice
- Ethnologue (14th)
- Ethnologue (15th)